# المجد الوثائقية
قناة المجد الوثائقية هي إحدى قنوات شبكة المجد الفضائية، وهي قناة متخصصة في البرامج الوثائقية في مجالات الطبيعة والعلوم والتاريخ والحياة وتقوم بإعادة إنتاج جميع موادها الوثائقية لتكون ضمن الثوابت الإسلامية وهي أول قناة وثائقية عربية.
وتبث البرامج الوثائقيه المتجددة، وقد بدأ بثها الرسمي في يوم السبت الموافق 1/11/1426هـ في تمام الساعة الثامنة مساءً بتوقيت مكة.